# Teucholabis dimelanocycla
Teucholabis dimelanocycla är en tvåvingeart som beskrevs av Alexander 1973. Teucholabis dimelanocycla ingår i släktet Teucholabis och familjen småharkrankar. Inga underarter finns listade i Catalogue of Life.